# Sabena Flight Academy
A CAE Global Academy Brussels Sabena Flight Academy (CAE SFA) é um famoso Instituto de Piloto de linha aérea instituição de ensino superior privado localizada na cidade do Bruxelas, Bélgica. Sabena Flight Academy é uma parte do CAE Global Academy.